# Alunda-Elch

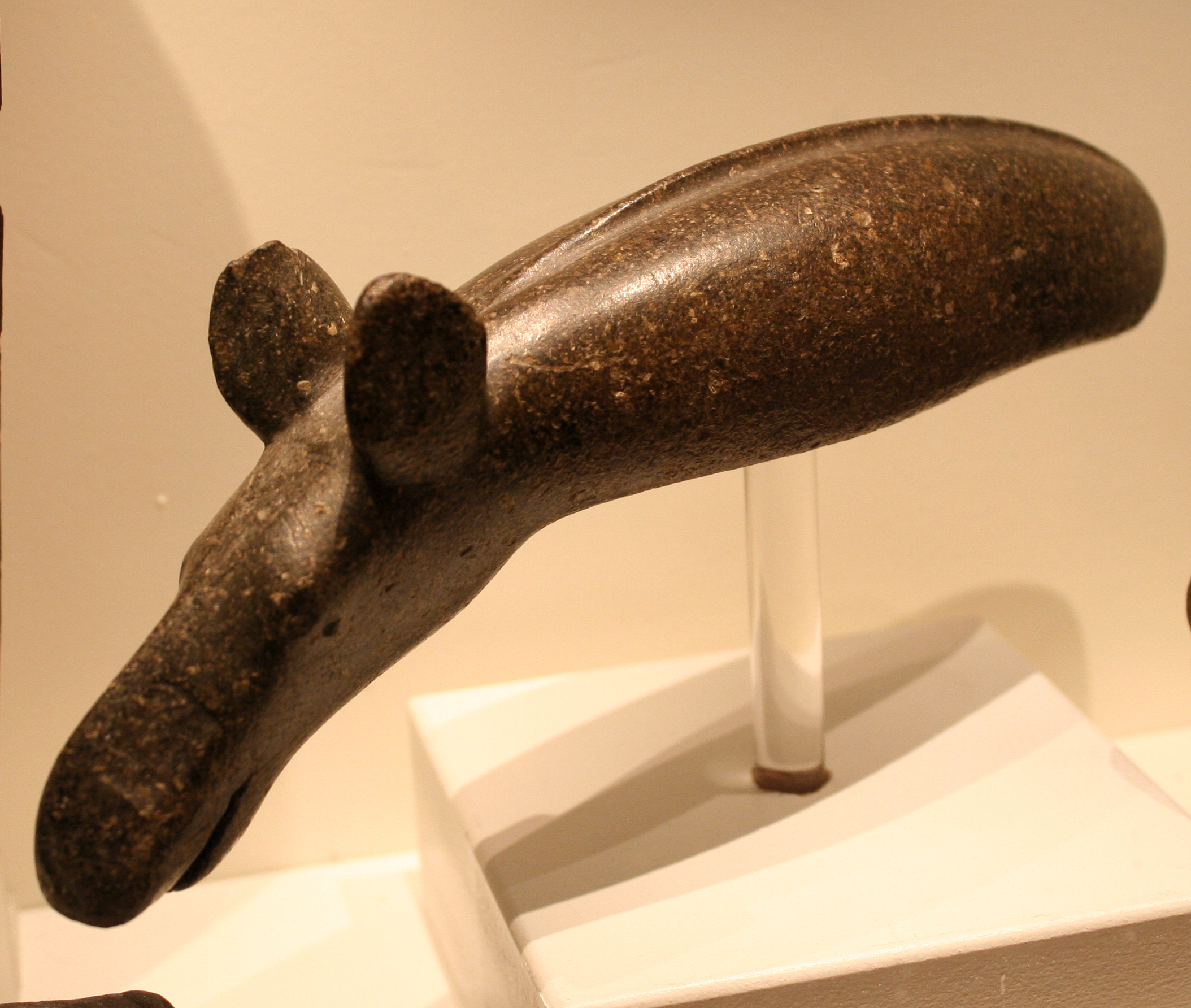
Alunda-Elch im Historiska museet

Die 15 cm lange Steinskulptur des Alunda-Elchs (schwedisch Alundaälgen) ist eine vorgeschichtliche Skulptur Schwedens. Das bogenförmig geschwungene, vollständig geschliffene Utensil aus schwarz-grünem Felsgestein weist an einem Ende einen naturalistisch geformten Tierkopf, am anderen eine angedeutete Axtschneide und das zugehörige Schäftungsloch auf. Es stammt aus der Jungsteinzeit und wurde in Norrlövsta bei Alunda in Uppland gefunden.
Der lange, schmale Kopf mit den aufgerichteten Ohren ist der einer Elchkuh. Das Gerät ist von unten her etwa zur Hälfte konisch angebohrt. Das Loch ist für eine Schaffung bestimmt. Die Skulptur war aber keine Axt. Sie kann ein Würdezeichen oder ein Totem für die übersinnliche Verbindung mit der abgebildeten Tierart gewesen sein.
Der Alunda-Elch wird kaum in Schweden angefertigt worden sein. Er gehört zu einer Anzahl axtförmiger Steingeräte (Norrbottnisches Gerät), deren Verbreitungsgebiet im mittleren und westlichen Finnland in Karelien und dem Gebiet zwischen Ladogasee und Onegasee liegt. Alle mit einem Tierkopf versehenen Gegenstände stammen aus dem ostschwedischen Gebiet und müssen im gleichen kulturhistorischen Kontext gesehen werden wie die Tierkopfdolche und die nordskandinavischen Felsbilder. In den Felsritzungen von Nämforsen, in Näsåker in Nordschweden sind Menschen dargestellt, die Stäbe tragen, die mit Elchköpfen versehen sind.
Einen vergleichbar schönen Elchkopf zeigt der aus Geweih gefertigte Ritualstab aus dem 3. Jahrtausend v. Chr., der im litauischen Šventoji (auch Šventosios) bei Palanga gefunden wurde. Ein weiterer Elchkopf befindet sich in der südfinnischen Stadt Huittinen. Die älteste Speckstein-Skulptur Finnlands stammt aus der Steinzeitsiedlung Palojoki in Vittis. Hergestellt vor etwa 7000 v. Chr. von Jägern in der für die Gruppen des nordischen Nadelwaldgürtels typischen Weise.